# Beaumont-sur-Oise
Cet article concerne la commune du Val-d'Oise. Pour les articles homonymes, voir Beaumont.
Beaumont-sur-Oise est une commune française située dans le département du Val-d'Oise, en région Île-de-France. Ses habitants sont appelés les Beaumontois. Elle forme avec cinq communes voisines l'unité urbaine de Persan - Beaumont-sur-Oise.
Fondée après la conquête de la Gaule par Jules César, elle possède un important patrimoine archéologique, mis au jour notamment par une vaste campagne de fouilles (1989-1999). Elle fait partie des agglomérations les plus fouillées du Nord de la France.

## Géographie

### Localisation
Beaumont-sur-Oise se situe dans le nord du Val-d'Oise, près de la limite avec le département de l'Oise, sur la rive gauche de l'Oise, et au pied de la butte-témoin de la forêt de Carnelle, à une distance orthodromique de 32 km au nord de Paris. La distance routière de la capitale est de 39 km par la RD 301, l'ancienne nationale 1.
L'aéroport Roissy-Charles-de-Gaulle est à 34 km par la RD 922, la RD 317 et la Francilienne.

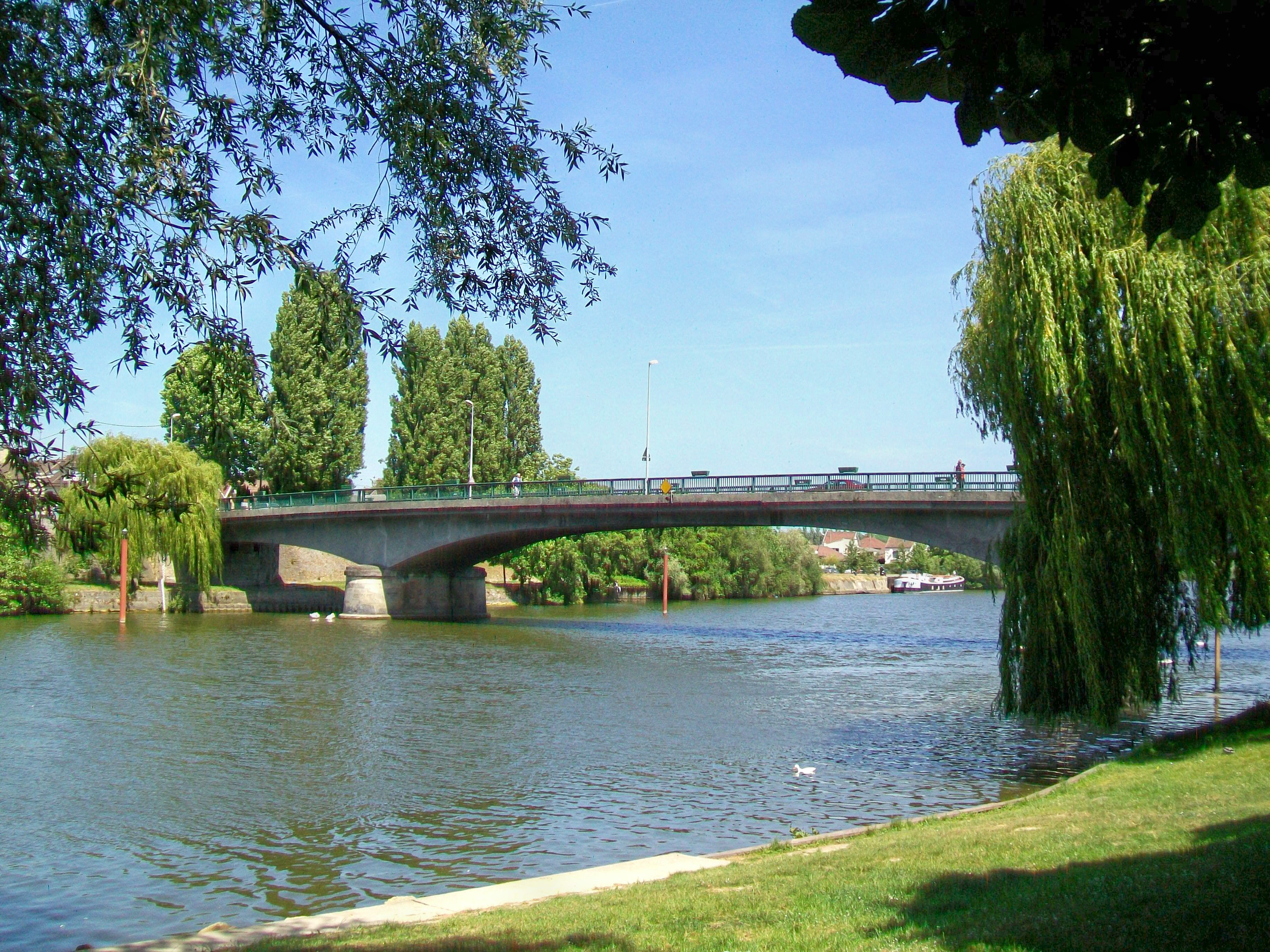
Pont de l'Oise.

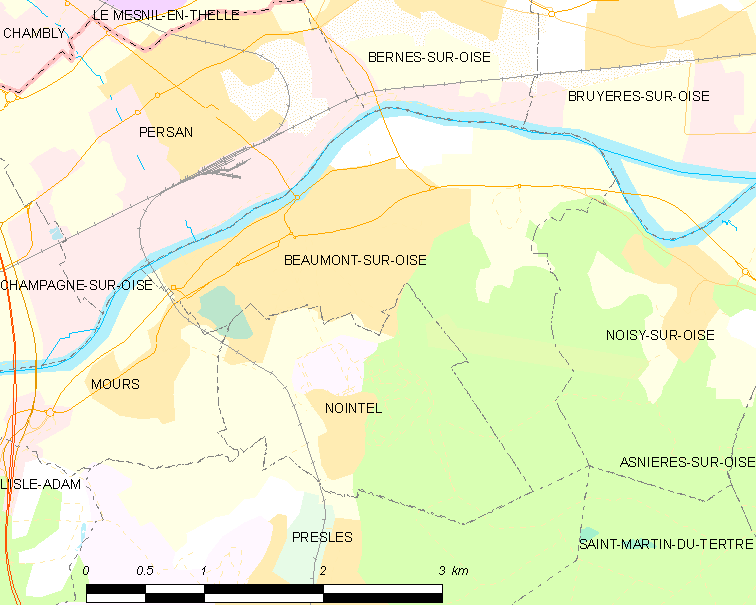
Carte de la commune.
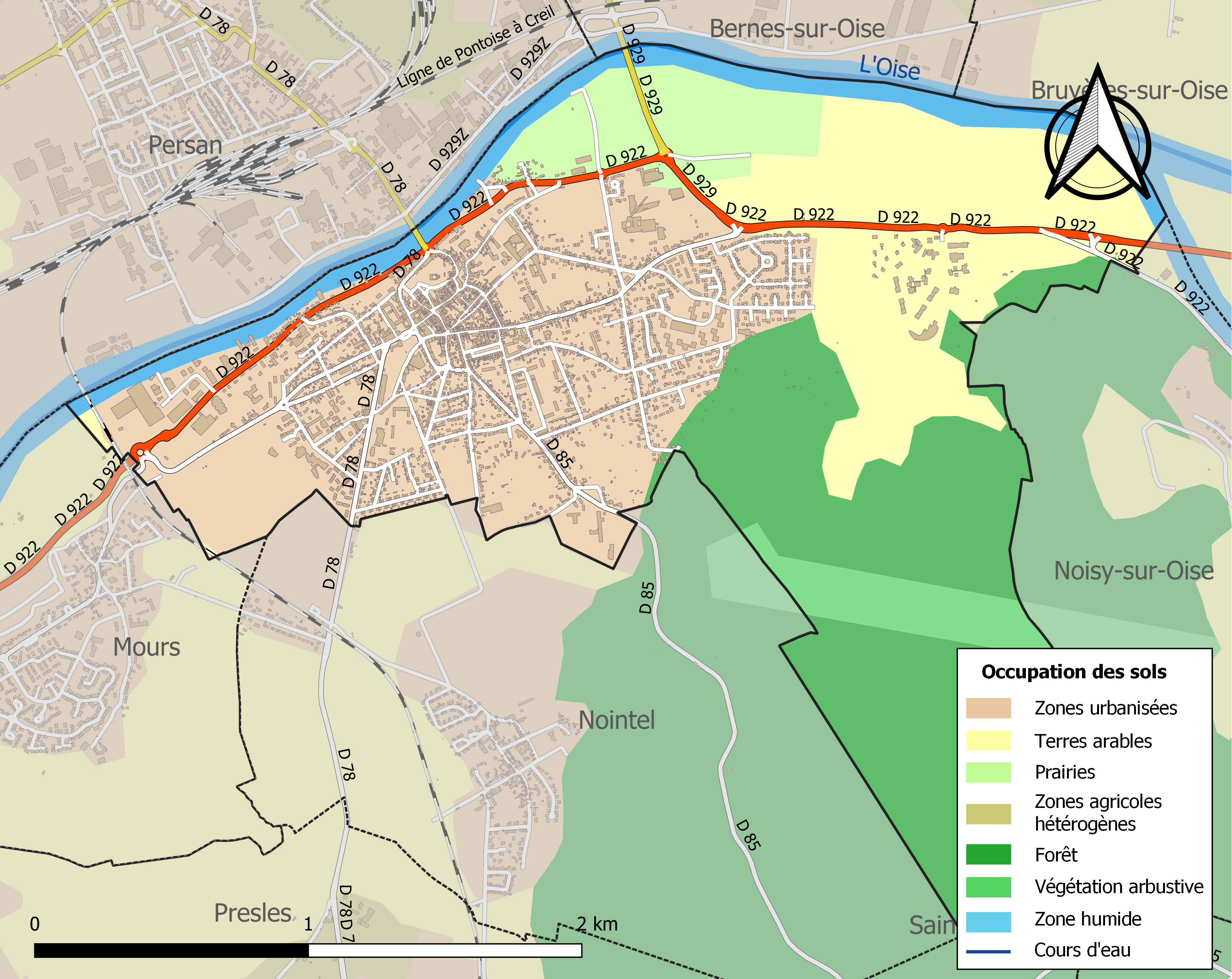
Occupation des sols.

### Communes limitrophes
Beaumont compte sept communes limitrophes. Avec Persan et Chambly, la commune forme le centre d'une unité urbaine dans le sens de l'INSEE, réunissant six communes au total. Beaumont et Persan ne sont séparées que par l'Oise, et la gare pour Beaumont se situe à Persan, à 1,1 km du centre-ville de Beaumont. Outre Persan, deux autres communes limitrophes se trouvent sur la rive droite de l'Oise, Bernes-sur-Oise et Bruyères-sur-Oise. Les territoires de Mours et Nointel arrivent devant les premiers bâtiments de Beaumont. Par ailleurs, leur gare, celle de Nointel-Mours, est nettement plus proche que celle de Persan pour les quartiers sud-ouest de Beaumont. Quant à Saint-Martin-du-Tertre, cette commune est localisée de l'autre côté de la forêt de Carnelle, au sud, mais avec une étroite frange de terrain, Beaumont fait incursion dans cette forêt et atteint son point culminant à 210 m au-dessus du niveau de la mer.
| Persan | Persan            | Bernes-sur-Oise Bruyères-sur-Oise |
| Persan | Beaumont-sur-Oise | Noisy-sur-Oise                    |
| Mours  | Presles Nointel   | Saint-Martin-du-Tertre            |

### Topographie
Avec une superficie de 5,6 km2, le territoire de la commune est peu étendu par rapport à son nombre d'habitants. Au nord, ce territoire est délimité par l'Oise, et la ville, bâtie à son extrémité nord-ouest, s'étend jusqu'à la rivière et aux limites de la commune. Une partie du centre-ville ancien se situe sur un promontoire autour des ruines du château, établi à une altitude de près de 50 m et dominant la rivière de plus de 25 m. Sinon, le terrain monte successivement depuis les berges de l'Oise jusqu'à atteindre la lisière de la forêt de Carnelle au sud, à une altitude variant entre 60 m et 70 m environ. Ensuite, le relief monte d'une façon plus abrupte et devient plus accidenté, culminant à une altitude de 210 m au carrefour de Carnelle, en même temps point culminant du département. C'est aussi le point de rencontre entre quatre communes : Noisy-sur-Oise, Saint-Martin-du-Tertre, Presles et Beaumont. En effet, à l'ouest de la ville, le territoire communal prend plus de recul par rapport à l'Oise et fait une incursion en forêt de Carnelle, avec une frange de terrain étroite de 500 m comprenant les parcelles 4, 5, 6 et 26. Mais la commune compte davantage de secteurs boisés, car entre la forêt domaniale et la ville, s'interposent des bois privés. L'accès pédestre à la forêt de Carnelle est toutefois possible via le chemin rural no 41, qui part du chemin de Boyenval. Sinon, à l'ouest du territoire communal, Beaumont compte aussi une portion de la plaine de la rive gauche de l'Oise, qui n'est pas construite ici. - Beaumont-sur-Oise comporte de vastes zones pavillonnaires, dont certaines présentent une architecture originale et pittoresque caractéristique de l'entre-deux-guerres, ainsi que trois quartiers HLM : Boyenval, Le Rac et Duquesnel. À l'ouest, en direction de Mours, se trouve une petite zone industrielle entre la RD 922 et l'Oise, mais les communes voisines de Persan et Chambly possèdent des zones d'activités d'une envergure nettement plus importante.

### Climat
Pour des articles plus généraux, voir Climat de l'Île-de-France et Climat du Val-d'Oise.
En 2010, le climat de la commune est de type climat océanique dégradé des plaines du Centre et du Nord, selon une étude du CNRS s'appuyant sur une série de données couvrant la période 1971-2000. En 2020, Météo-France publie une typologie des climats de la France métropolitaine dans laquelle la commune est dans une zone de transition entre le climat océanique et le climat océanique altéré et est dans la région climatique Sud-ouest du bassin Parisien, caractérisée par une faible pluviométrie, notamment au printemps (120 à 150 mm) et un hiver froid (3,5 °C).
Pour la période 1971-2000, la température annuelle moyenne est de 11,1 °C, avec une amplitude thermique annuelle de 15 °C. Le cumul annuel moyen de précipitations est de 667 mm, avec 10,6 jours de précipitations en janvier et 7,8 jours en juillet. Pour la période 1991-2020, la température moyenne annuelle observée sur la station météorologique la plus proche, située sur la commune de Pontoise à 17 km à vol d'oiseau, est de 12,5 °C et le cumul annuel moyen de précipitations est de 666,7 mm,. Pour l'avenir, les paramètres climatiques de la commune estimés pour 2050 selon différents scénarios d'émission de gaz à effet de serre sont consultables sur un site dédié publié par Météo-France en novembre 2022.

## Urbanisme

### Typologie
Au 1er janvier 2024, Beaumont-sur-Oise est catégorisée centre urbain intermédiaire, selon la nouvelle grille communale de densité à sept niveaux définie par l'Insee en 2022.
Elle appartient à l'unité urbaine de Persan-Beaumont-sur-Oise, une agglomération inter-régionale regroupant six  communes, dont elle est ville-centre,,. Par ailleurs la commune fait partie de l'aire d'attraction de Paris, dont elle est une commune de la couronne,. Cette aire regroupe 1 929 communes,.

### Voies de communication et transports

#### Réseau routier
Le principal axe routier des environs de Beaumont est la RD 301, ancienne route nationale 1, partiellement transformée en autoroute A16. L'accès le plus proche se trouve sur la commune voisine de Mours, accessible par la RD 922. Cette route suit dans les environs de Beaumont un parcours près de la rive gauche de l'Oise, et établit la liaison avec L'Isle-Adam au sud-ouest, ainsi qu'avec Noisy-sur-Oise, Asnières-sur-Oise, Viarmes, Luzarches et la RD 316 à l'est. Quatre routes départementales relient Beaumont aux autres communes voisines. La RD 78 fait communiquer les trois principales villes de l'agglomération, à savoir Beaumont, Persan et Chambly. Elle franchit l'Oise au centre-ville. Plus en amont, une seconde route traverse la rivière, la RD 929 en direction du Le Mesnil-en-Thelle, avec raccordement à la RD 924 vers les communes en amont sur la rive droite de l'Oise (Bernes-sur-Oise, Bruyères-sur-Oise, Boran-sur-Oise). Deux autres routes quittent le centre-ville en direction du sud. La RD 78, ancien tracé de la RN 1, mène à Mours, Nointel et Presles, et la RD 85 conduit à Saint-Martin-du-Tertre et Belloy-en-France, en traversant toute la forêt de Carnelle.

#### Transports en commun
Beaumont ne dispose pas d'une gare sur son territoire, mais est desservi par la gare de Persan - Beaumont accessible à pied depuis le centre-ville, à 1,1 km. Ici, deux lignes de chemin de fer se croisent. La première est la ligne de Paris-Nord au Tréport-Mers par Beauvais, où l'offre se compose de TER Picardie sans arrêt entre Paris et Persan-Beaumont, puis semi-directs ou omnibus jusqu'à Beauvais, ainsi que de trains Transilien Paris-Nord - Persan-Beaumont. Ces trains de la ligne H du Transilien sont semi-directs en heure de pointe, et omnibus le reste du temps. Ils mettent 44 min respectivement 48 min pour la totalité du trajet, alors que les TER mettent environ 30 min. Par contre, les Transilien circulent toutes les 30 min (avec quelques renforts en heure de pointe), et les TER seulement toutes les 60 min. À noter l'existence de TER supplémentaires en heure de pointe, qui sont sans arrêt entre Paris et Chambly. La seconde ligne desservant l'agglomération est la ligne de Pontoise à Creil, desservie uniquement par des trains omnibus assurant un service de proximité, notamment vers L'Isle-Adam - Parmain, Boran-sur-Oise et Précy-sur-Oise. Cette offre est complétée par la ligne Express 100 Persan à destination de Roissypôle par Asnières-sur-Oise, Viarmes et Luzarches, fonctionnant tous les jours de l'année.

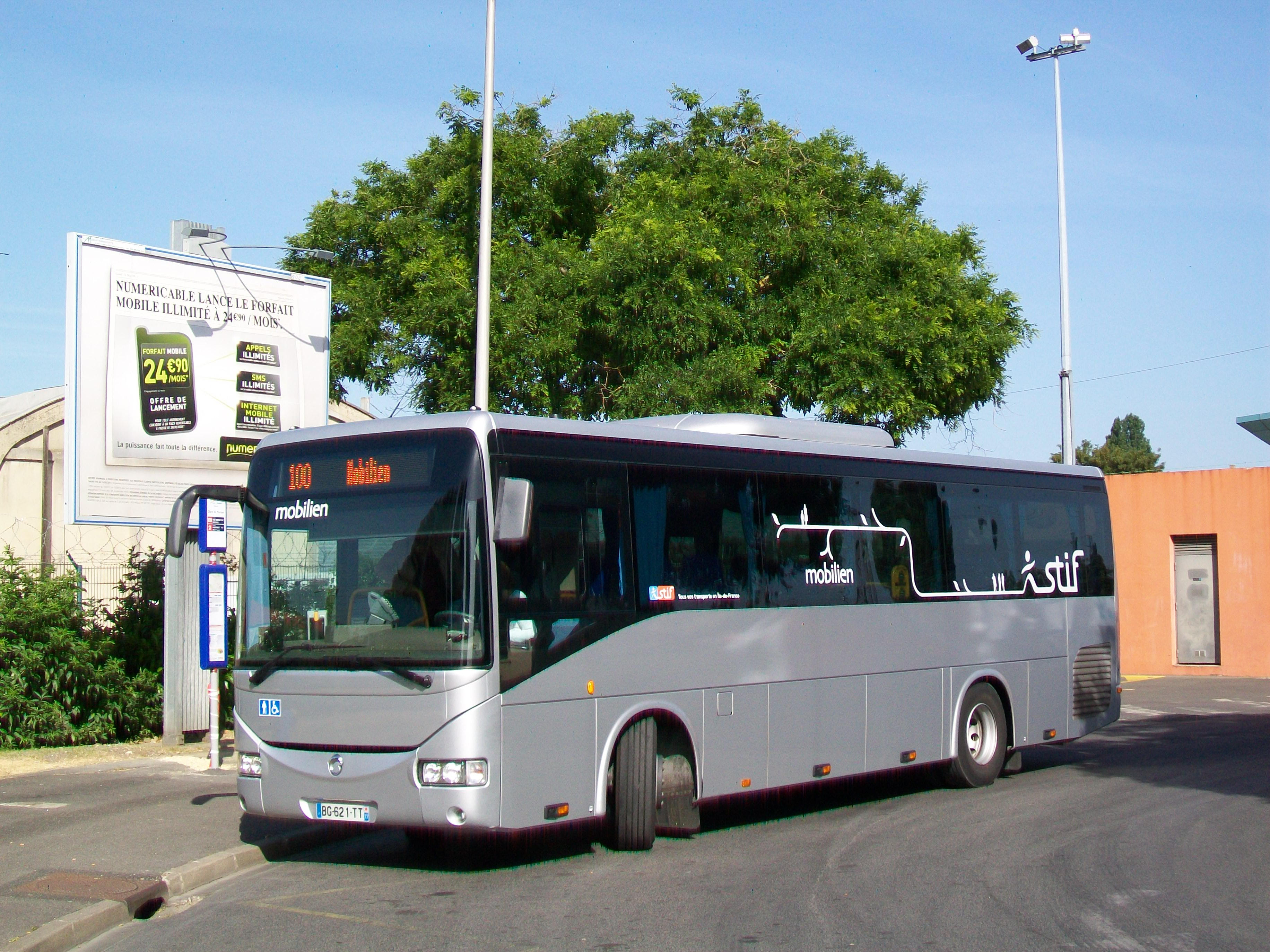
Autocar de la ligne 100.

Sur le plan local, Beaumont dispose de quatre lignes de bus, ainsi que d'une ligne affectée à la desserte scolaire. Deux lignes du réseau de bus Haut Val-d'Oise assurent la desserte urbaine depuis la gare de Persan. La ligne B dessert la piscine, le stade et l'Est de la ville, ainsi qu'à certaines heures, en passant de nouveau par la gare, la mairie et l'Ouest de la ville. Sauf les dimanches, l'horaire n'est pas cadencé et tient compte des correspondances avec les trains SNCF. Vingt-et-un allers-retours sont assurés du lundi au vendredi, quatorze le samedi et neuf les dimanches. La ligne D dessert le sud de la ville, la mairie et la gare de Nointel - Mours, qui est plus proche des quartiers sud-ouest que la gare de Persan. L'horaire est cadencé le week-end uniquement et tient également compte des correspondances SNCF. Dix-sept allers-retours sont assurés du lundi au vendredi, treize le samedi et neuf les dimanches. Deux autres lignes de ce réseau ne comportent qu'un unique arrêt à Beaumont. La ligne A, en provenance de la gare de Persan et de Persan, passe par le stade et continue vers Bernes-sur-Oise et Bruyères-sur-Oise. La ligne G à son origine à l'arrêt Duquesnel à l'ouest de la ville et établit la liaison avec la gare de Nointel-Mours, du lundi au vendredi pendant les heures de pointe seulement. - Finalement, la ligne 2 est destinée à la desserte des communes voisines de Noisy-sur-Oise, Asnières-sur-Oise, Viarmes, Saint-Martin-du-Tertre, Belloy-en-France, Villaines-sous-Bois et a comme destination la gare de Montsoult - Maffliers. Elle ne fonctionne que du lundi au vendredi à raison de dix allers-retours. Il est à noter qu'aucune ligne ne relie plus Beaumont au centre-ville de Persan, qui peut être atteint par la ligne A au départ de la gare de Persan.

## Toponymie
Le nom de la localité est attesté sous les formes latinisées Bellimontis en 1110, Bellus mons en 1170, Bellus super Ysaram en 1261.
Il s'agit d'une formation médiévale à la signification apparente « beau mont ». Aucun Beaumont, Belmont n'est attesté avant le Xe siècle, ce qui indique le caractère tardif de ces formations toponymiques. Les Grandes Chroniques de France citent le lieu sous le nom de Biaumont seur Oise, ce qui représente une évolution régulière de l'ancien français au XIIIe siècle.

## Histoire

### Préhistoire
Des silex taillés, dont trois outils, ont été mis au jour lors de fouilles dans la ville. Bien que rare, ce matériel témoigne d'une occupation du site dès l'époque paléolithique. Le Paléolithique supérieur étant très peu connu dans le Val-d'Oise, le diagnostic réalisé est porteur d'informations particulièrement intéressantes sur cette période.

### Antiquité
Beaumont-sur-Oise, Belmontium ad Isaram, était le point de conjonction des tribus gauloises Bellovaques dont le territoire recoupait l'Oise, les Véliocasses sur le territoire du Vexin et les Parisii dans la plaine de France. Un oppidum gaulois gardait vraisemblablement le gué, point de passage obligatoire de la rivière Oise. L'emplacement de la cité de Bellusmons devait-être située à l'est de la ville actuelle sur un terrain en pente douce qui descend sur l'Oise, car on a retrouvé à cet endroit des restes d'un pont, vestiges de la voie romaine qui allait de Lutèce à Bellovacum.
Jules César investit la région dès 57 av. J.-C.. Après la conquête, le peuplement s'organise en fonction des voies romaines. Ainsi, le site est déjà un centre urbain et un carrefour stratégique dès le Ier siècle apr. J.-C., sur l'axe Paris (Lutèce) - Beauvais (Caesaromagus), point de franchissement de l'Oise.
À la fin de l'Empire romain, la ville antique s'étend au fond de la vallée, actuellement les environs du lycée et du cimetière. Les fouilles archéologiques ont en effet mis en évidence une voie antique, des ilots d'habitation (insulae), construits sur cave, puits et puisard, des fours de potiers (une production intensive de céramique est attestée sur le site), un amphithéâtre gallo-romain, les thermes, le cimetière ou encore le forum. Sans doute la ville possédait-elle également un port (une ancre fluviale du IIIe siècle a été découverte). Beaumont-sur-Oise est alors aménagée selon le modèle romain classique, organisée de toutes pièces selon un maillage orthogonal rigide.
L'éperon qui domine l'Oise est aménagé de manière spectaculaire : une enceinte gallo-romaine escalade l'escarpement rocheux et protège un petit castrum bâti sur le rebord du plateau.
Après de nombreuses vicissitudes, la ville gallo-romaine fut rasée au IIIe siècle et laissa place à un village de bois et de chaume de potiers mérovingiens. Des fouilles ont permis de découvrir et d'inventorier de nombreux sarcophages du cimetière lié à cette cité.

### Moyen Âge

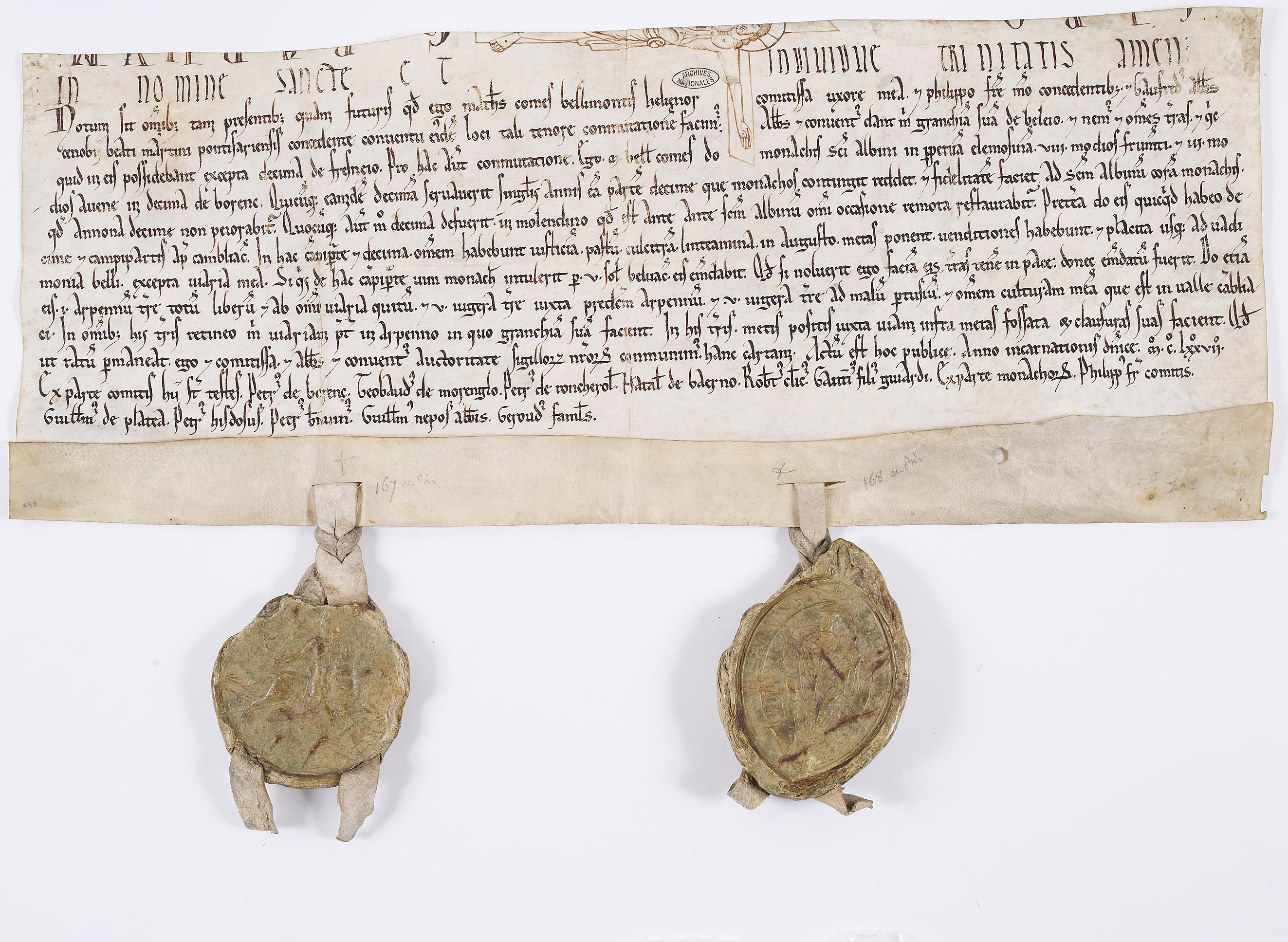
Matthieu III, comte de Beaumont-sur-Oise et sa femme, Eléonore de Vermandois, échangent des terres avec l'abbaye de Saint-Martin de Pontoise. Avec les terres échangées sont accordés aux moines la justice, le past (pastum), les couettes (culcitram), et les linceuls (linteamina), c'est-à-dire le droit de se faire fournir gratis, au jour fixé par la coutume, à dîner et à coucher dans un lit garni de matelas et de draps. (archives nationales de France).

Après quelques siècles d'abandon, cette plateforme est choisie au début du Xe siècle comme site d'implantation des chanoines de Saint-Léonor. Une collégiale carolingienne est construite, protégée au sud par une grande motte seigneuriale, sans doute fichée d'un donjon de bois. Il est vraisemblable que le pont de Beaumont-sur-Oise fut initialement construit par les moines de Saint-Léonor à cette époque. Le comte Mathieu Ier leur accorda alors en compensation une rente perpétuelle de cent sols parisis et de dix mines de sel. Ce pont supportait quatre moulins.
L'église est rattachée à l'ordre de Cluny, elle devient ensuite un prieuré où s'installent des moines de Saint-Martin-des-Champs.
À la fin du XIe ou au début du XIIe siècle, la tour cède la place à un énorme donjon roman rectangulaire en pierre (37 m de haut). Ce donjon, plus haut que le clocher de l'église Saint-Laurent (32 m) servait à stocker la nourriture au rez-de-chaussée, et d'abriter les appartements du seigneur à l'étage. Son rez-de-chaussée est muni à l'est d'un avant-corps en abside, dont l'étage abritait certainement une chapelle castrale. La collégiale s'agrandit et un cloître est construit.
Jean de Beaumont, dernier comte de Beaumont, était à la droite du roi de France, Philippe Auguste en 1214 à la bataille de Bouvines. En 1222-1223 , le comté est acheté par le roi de France. Le comte meurt sans postérité en 1223, et le comté rejoint l'apanage des rois de France et sera transmis de siècle en siècle à des membres de la famille royale dont le plus connu est sans doute Charles Ier d'Orléans.
En 1226, Louis IX (Saint Louis), devient comte de Beaumont, réside au château et fait construire l'abbaye de Royaumont. À Beaumont-sur-Oise, il fait édifier une muraille monumentale à la place de l'enceinte gallo-romaine, flanquée de tours circulaires, ainsi que d'un pont-levis à l'ouest. La collégiale se retrouve dotée d'un clocher et d'une crypte. La ville de Beaumont obtient une charte communale et prospère grâce à ses marchés, à son pont sur l'Oise, à son commerce, à ses multiples services, à ses hôtels.
Au XIVe et au XVe siècle cette place forte royale qui est aux avant-postes du pays de France va subir de nombreux sièges, et de nombreuses destructions et reconstructions. Pendant la guerre de Cent Ans, il est assiégé et occupé par les Anglais de 1420 à 1435. Le château va subir d'autres nombreux assauts notamment lors de sa reprise par les Français en 1435, et durant la guerre civile entre Armagnacs et Bourguignons. Au XVIe siècle, la ville est un des enjeux des guerres de Religion qui ensanglantent la région. En mai-juin 1590, pendant le siège de Paris, le château et le village sont assiégés, par les troupes protestantes d'Henri IV et pris après un mois de siège.

### Temps modernes
Au XVIIIe siècle, le comté est vendu à François-Louis de Bourbon, prince de Conti. Malgré le mauvais état du pont, le comte de Conti décida de ne procéder qu’à une reconstruction de trois arches en ruine ; les travaux furent exécutés en 1735. Le comte de Provence, qui deviendra Louis XVIII, en est le dernier seigneur.
Le XVIIIe siècle voit naître la dernière grande transformation du château. Avec la naissance de l'artillerie, les armes sont de plus en plus puissantes, il faut donc renforcer la structure défensive du château. La hauteur du donjon va être réduite, passant de 37 m à environ 5 m. Le château devient une place forte d'artillerie. Ensuite, le château perd de sa grandeur et, en 1815, il est classé abandonné. La place forte est rasée et aménagée en boulevard pour répondre aux nouvelles normes urbanistiques.
En 1748 et 1754 des épidémies de suette miliaire où de suette picarde font périr plus de deux cent personnes.
En 1782, un ouragan ravage la contrée.
En 1784, une inondation emporte la grande route.

### Époque contemporaine
En 1815, durant la campagne de France, le pont de Beaumont-sur-Oise est détruit pour ralentir l'avance des Alliés.
En 1825, la reconstruction de la mairie est achevée.
En 1832, l'épidémie de choléra cause dix-huit décès.
Au XIXe siècle, Persan, commune voisine, connaît un essor important grâce à l'arrivée du chemin de fer et à la croissance de son activité industrielle. Durant le XIXe siècle, Beaumont-sur-Oise qui voit ainsi son influence décroître, était une ville de petits artisans, de commerçants, d'ouvriers et de petite bourgeoisie, en majorité ouverte aux idées nouvelles, comme l'attestent les différentes municipalités qui se succédèrent à la tête de la commune. De nouveaux quartiers résidentiels sont implantés pour répondre à la croissance démographique de la ville. Cette expansion est en partie liée à l'essor économique de Persan. Émile Zola découvre la ville de Beaumont et y situe l'action de son roman Le Rêve.
De 1839 à 1844, le colonel Philippe Dervillé, alors maire de Beaumont, fait installer les plaques de rues et les numéros des maisons, le bateau-lavoir, le pavage des rues de la ville, la réparation du pont, le transfert du cimetière en dehors de la ville, construisit de nouvelles écoles… La gare de Persan - Beaumont est établie en 1844 et mise en service le 21 juin 1846.
En 1848, Émile Thomas, directeur du bureau central des ateliers nationaux, avait choisi Beaumont-sur-Oise pour y faire travailler les anciens gardes municipaux de Paris, dont les casernes avaient brûlé, dans une usine métallurgique pour y exploiter les minières de fer que contenaient alors les forêts avoisinantes (Décision du conseil des inspecteurs des travaux des ateliers nationaux du 12 mai 1848). Les travailleurs furent transportés par la compagnie du chemin de fer du Nord. Il y eut ainsi quatre compagnies de deux cent vingt-cinq hommes, commandées chacune par un chef-officier et des lieutenants ou sous-officiers. Pendant tout le temps que durèrent les Ateliers nationaux, les anciens gardes municipaux de Paris restèrent à Beaumont-sur-Oise dirigés par M. Cloquié, « Les habitants les traitèrent avec des égards d’ailleurs parfaitement mérités » (Émile Thomas, 1848, Histoire des Ateliers nationaux, Paris, Michel Lévy Frères). Lors des événements de juin 1848, ils furent ramenés à l’Assemblée nationale par le Général Cavaignac. Ils composèrent ensuite à Versailles le corps de gendarmerie mobile et participèrent au Coup d’État de décembre 1851 (histoire de la gendarmerie mobile).
Lors de la guerre de 1870, les Prussiens pillèrent la ville le 21 septembre 1870, puis l'occupèrent la ville du 16 au 24 décembre 1870 et du 3 au 11 mars 1871.
Le 6 septembre 1914, le poste de garde du pont (qui est écroulé) ouvre le feu sur deux automobiles chargées d'hommes vêtus de gris.
Le pont de Beaumont-sur-Oise, longtemps unique point de passage d'une rive à l'autre, fut détruit à trois reprises[Quand ?] par l'armée française pour empêcher le passage des envahisseurs allemands. Le 10 juin 1940, pendant la bataille de France, les troupes Françaises, en particulier le 89e régiment d'infanterie, font sauter le pont de Beaumont-sur-Oise et défendent le passage les 11, 12 et 13 juin.
De nombreux bombardements laissèrent certains quartiers de la ville en ruines qui obligèrent les municipalités de la deuxième moitié du XXe siècle à reconstruire une partie de la cité. Le 1er mai 1944 une centaine de Avro Lancaster de la RAF bombardent la gare de triage Chambly. Le 29 août 1944, le 120e régiment de la 30th infantry division américaine libère Presles, Nointel puis Beaumont-sur-Oise.
En juillet 2016, cinq jours d'émeutes frappent le quartier de Boyenval après la mort d'Adama Traoré. Selon le parquet de Pontoise, une soixantaine de coups de feu sont alors tirés au fusil de chasse de calibre 12. 59 policiers et gendarmes ont été directement touchés par les tirs, dont six qui ont été légèrement blessés,,.

#### Affaire Adama Traoré
Adama Traoré, 24 ans, meurt le 19 juillet 2016 à la gendarmerie de Persan, à la suite de son interpellation à Beaumont-sur-Oise dans des conditions encore non éclaircies. Sa mort prend une dimension judiciaire à la suite de dépôts de plainte concernant un possible homicide involontaire, puis de supposées entraves à l'enquête.
Plusieurs nuits d'échauffourées ont lieu à Beaumont-sur-Oise et dans les communes voisines dans les jours suivant le décès. Le 22 juillet, une marche blanche rassemble plus de 1 500 personnes dans les rues de la commune.

## Politique et administration

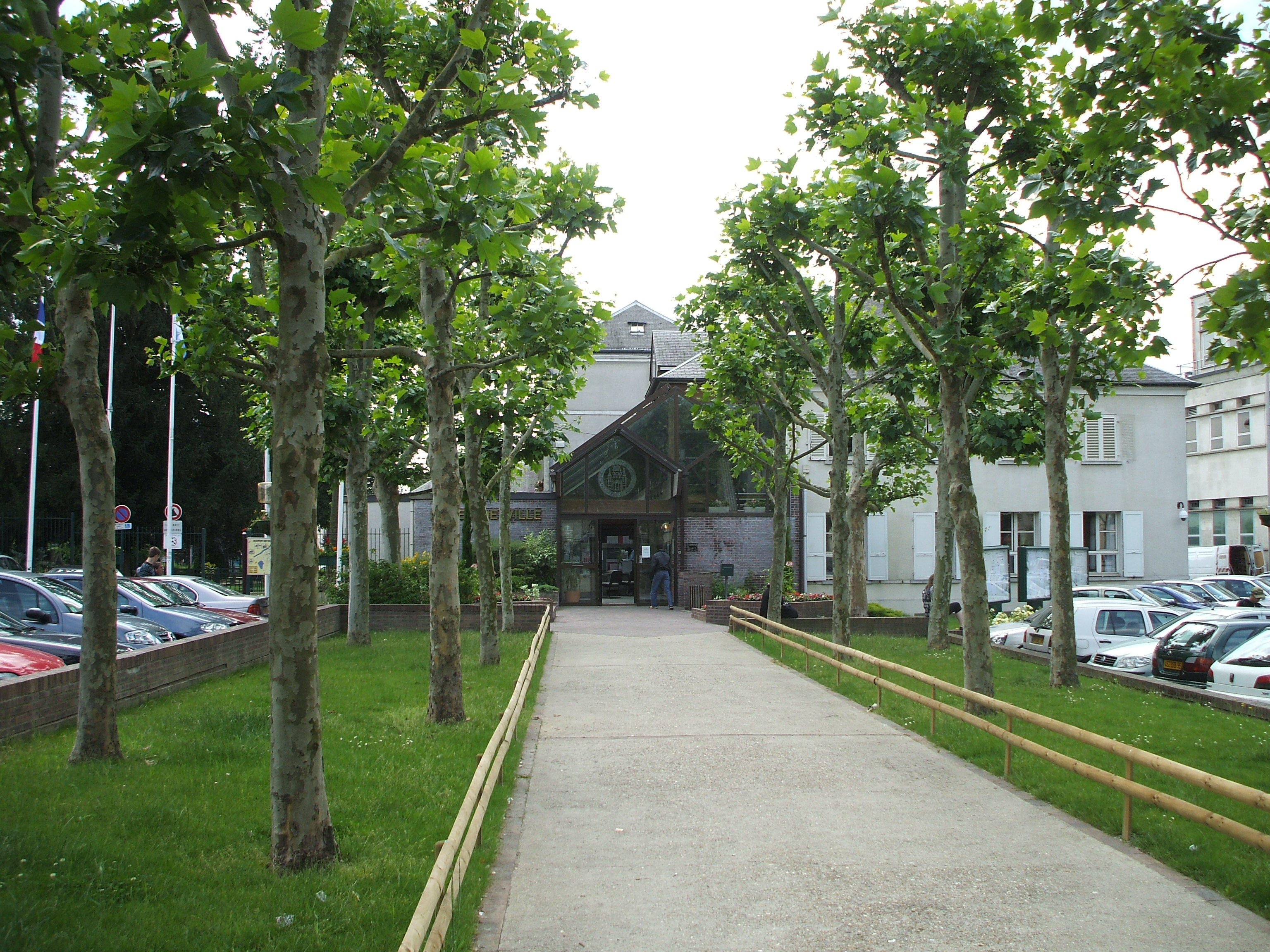
Devant la mairie.

### Rattachements administratifs et électoraux

#### Rattachements administratifs
Antérieurement à la loi du 10 juillet 1964, la commune faisait partie du département de Seine-et-Oise. La réorganisation de la région parisienne en 1964 fit que la commune appartient désormais au département du Val-d'Oise et à son arrondissement de Pontoise après un transfert administratif effectif au 1er janvier 1968.
Après avoir fugacement le chef-lieu du canton de Beaumont en 1793, la commune faisait partie de 1801 à 1967 du canton de L'Isle-Adam de Seine-et-Oise. Lors de la mise en place du Val-d'Oise, la ville redevient le chef-lieu du canton de Beaumont-sur-Oise. Dans le cadre du redécoupage cantonal de 2014 en France, cette circonscription administrative territoriale a disparu, et le canton n'est plus qu'une circonscription électorale.

#### Rattachements électoraux
Pour les élections départementales, la commune est membre depuis 2014 du canton de L'Isle-Adam.
Pour l'élection des députés, elle fait partie de la première circonscription du Val-d'Oise.

### Intercommunalité
Beaumont-sur-Oise est membre de la Communauté de communes du Haut Val-d'Oise (CCHVO http://www.cc-hautvaldoise.fr/).

### Tendances politiques et résultats
Lors du second tour des élections municipales de 2014 dans le Val-d'Oise, la liste DVD menée par Nathalie Groux obtient la majorité des suffrages exprimés avec 1 497 voix (46,59 %, 22 conseillers municipaux dont 6 communautaires), bénéficiant de la triangulaire causée par le maintien des listes de gauche menées par : 
 
- Didier Privat 	(SE, 1 311 voix, 40 communautaire, 80 %, 6 conseillers municipaux élus dont 1 communautaire) ;

- Calvin Job (PS-PCF-EELV, 405 voix, 12,60 %, 1 conseiller municipal élu).

Lors de ce scrutin, 35,97 % des électeurs se sont abstenus.
Lors du second tout des Élections municipales de 2020 dans le Val-d'Oise, la liste DVG  menée par Jean-Michel Aparicio obtient la majorité absolue des suffrages exprimés, avec 1 344 voix (53,37 %, 	23 conseillers municipaux élus dont 7 communautaires), devançant largement celle UDI menée par la maire sortante Nathalie Groux (934 voix, 37,09 %, 5 conseillers municipaux élus dont 2 communautaires.
La troisième liste, DVG, menée par Xavier Renou, a obtenu 240 voix (9,53 % et 1 conseiller municipal élu).

Lors de ce scrutin marqué par la pandémie de Covid-19 en France, 53,38 % des électeurs se sont abstenus,.

### Liste des maires
| Période      | Période        | Identité                       | Étiquette | Qualité |
| ------------ | -------------- | ------------------------------ | --------- | ------- |
| 1750         | 1763           | Jean-Baptiste-Sébastien Bignon |           |         |
| 1763         | 1764           | André-François Dubois          |           |         |
| 1764         | 1767           | Claude-François Santerre       |           |         |
| 1767         | 1771           | Jean-Baptiste David            |           |         |
| Janvier 1771 | Septembre 1771 | André-François Dubois          |           |         |
| 1772         | 1775           | Jean-Baptiste David            |           |         |
| 1775         | 1789           | André-François Dubois          |           |         |

| Période       | Période                   | Identité                                    | Étiquette             | Qualité |
| ------------- | ------------------------- | ------------------------------------------- | --------------------- | --- |
| 1789          | 1791                      | Jean Guillaume Bénard                       |                       | Bourgeois, président du Comité |
| 1792          | 1804                      | Félix Lussignol                             |                       | |
| 1804          | 1814                      | Charles Monfourny                           |                       | |
| 1814          | 1816                      | Nicolas-Pierre Mazière                      |                       | |
| 1816          | 1827                      | Ambroise Gilbert                            |                       | |
| 1827          | 1830                      | Claude-Joseph Delavenay                     |                       | |
| 1830          | 1832                      | François Compagnon                          |                       | |
| 1832          | 1837                      | Jean-Baptiste-Augustin Dubun de Peyrelongue |                       | Médecin |
| 1837          | 1840                      | Louis-Auguste Bénard                        |                       | |
| 1840          | 1844                      | Philippe Dervillé                           |                       | Lieutenant-colonel des guerres napoléoniennes                                                                                         |
| 1844          | 1846                      | Louis-Norbert Lussignol                     |                       | |
| 1846          | 1848                      | Charles-Toussaint Marie                     |                       | |
| 1848          | 1855                      | Thomas-Denis Canu                           |                       | |
| 1856          | 1858                      | Jean Beyerlé                                |                       | |
| 1858          | 1864                      | Jean-Louis de Mazade                        |                       | |
| 1864          | 1865                      | François Léger                              |                       | |
| 1865          | 1871                      | Thomas-Denis Canu                           |                       | |
| mai 1871      | janvier 1878              | Léon Godin                                  |                       | |
| janvier 1878  | avril 1882                | Charles Vermond                             |                       | |
| avril 1882    | mars 1884                 | Henri Manceau                               |                       | |
| mai 1884      | mai 1888                  | Lange-Joseph Amaudric                       |                       | |
| mai 1888      | juillet 1899              | Louis-Léon Chéron                           |                       | |
| juillet 1899  | mai 1904                  | Georges-Ulysse Baldé                        |                       | |
| mai 1904      | mai 1908                  | Henri Pasdeloup                             |                       | |
| mai 1908      | décembre 1919             | Gustave Lefèvre                             |                       | |
| décembre 1919 | mai 1925                  | Eugène Luton                                |                       | |
| mai 1925      | mai 1929                  | Gaston Cuvellier                            |                       | |
| mai 1929      | mai 1935                  | Eugène Luton                                |                       | |
| mai 1935      | juillet 1952              | Louis Roussel                               | SFIO                  | Instituteur et directeur d’école, syndicaliste Décédé en fonction                                                                     |
| octobre 1952  | mars 1965                 | Léon-Joseph Siméon                          |                       | |
| mars 1965     | novembre 1978             | René Allombert-Goguet                       | SFIO puis PS puis DVG | Instituteur puis économe, syndicaliste, résistant Conseiller général de Beaumont-sur-Oise (1967 → 1973) Démissionnaire                |
| novembre 1978 | avril 1989                | Jacques Laridan                             | PS                    | |
| mars 1989     | avril 2014                | Fabrice Millereau                           | GÉ puis DVG           | Directeur d'une entreprise adaptée Conseiller général de Beaumont-sur-Oise (1992 → 1998)                                              |
| avril 2014,   | juillet 2020              | Nathalie Groux                              | UDI                   | Fonctionnaire territoriale Conseillère régionale d'Île-de-France (2017 → ) Vice-présidente de la CC du Haut Val-d'Oise (2014 → 2020 ) |
| juillet 2020, | En cours (au 27 mai 2021) | Jean-Michel Aparicio                        | DVG                   | Fonctionnaire de police Vice-président de la CC du Haut Val-d'Oise (2020 → )                                                          |

## Population et société

### Démographie

#### Évolution démographique
L'évolution du nombre d'habitants est connue à travers les recensements de la population effectués dans la commune depuis 1793. Pour les communes de moins de 10 000 habitants, une enquête de recensement portant sur toute la population est réalisée tous les cinq ans, les populations de référence des années intermédiaires étant quant à elles estimées par interpolation ou extrapolation. Pour la commune, le premier recensement exhaustif entrant dans le cadre du nouveau dispositif a été réalisé en 2008.

En 2022, la commune comptait 9 931 habitants, en évolution de +3,48 % par rapport à 2016 (Val-d'Oise : +4 %, France hors Mayotte : +2,11 %).
| 1793  | 1800  | 1806  | 1821  | 1831  | 1836  | 1841  | 1846  | 1851  |
| ----- | ----- | ----- | ----- | ----- | ----- | ----- | ----- | ----- |
| 2 106 | 2 010 | 2 154 | 1 850 | 1 892 | 1 874 | 2 022 | 2 067 | 2 207 |

| 1856  | 1861  | 1866  | 1872  | 1876  | 1881  | 1886  | 1891  | 1896  |
| ----- | ----- | ----- | ----- | ----- | ----- | ----- | ----- | ----- |
| 2 328 | 2 431 | 2 560 | 2 392 | 2 696 | 2 670 | 2 991 | 3 099 | 3 443 |

| 1901  | 1906  | 1911  | 1921  | 1926  | 1931  | 1936  | 1946  | 1954  |
| ----- | ----- | ----- | ----- | ----- | ----- | ----- | ----- | ----- |
| 3 848 | 4 089 | 4 402 | 4 976 | 5 166 | 5 541 | 5 449 | 5 371 | 5 588 |

| 1962  | 1968  | 1975  | 1982  | 1990  | 1999  | 2006  | 2008  | 2013  |
| ----- | ----- | ----- | ----- | ----- | ----- | ----- | ----- | ----- |
| 6 778 | 7 315 | 8 008 | 8 004 | 8 151 | 8 390 | 8 776 | 8 873 | 9 607 |

| 2018  | 2022  | - | - | - | - | - | - | - |
| ----- | ----- | - | - | - | - | - | - | - |
| 9 555 | 9 931 | - | - | - | - | - | - | - |

#### Pyramide des âges
En 2018, le taux de personnes d'un âge inférieur à 30 ans s'élève à 40 %, soit en dessous de la moyenne départementale (41,2 %). À l'inverse, le taux de personnes d'âge supérieur à 60 ans est de 19,8 % la même année, alors qu'il est de 18,7 % au niveau départemental.
En 2018, la commune comptait 4 575 hommes pour 4 980 femmes, soit un taux de 52,12 % de femmes, légèrement supérieur au taux départemental (51,42 %).
Les pyramides des âges de la commune et du département s'établissent comme suit.
| Hommes | Classe d’âge | Femmes |
| ------ | ------------ | ------ |
| 0,5    | 90 ou +      | 1,5    |
| 4,4    | 75-89 ans    | 6,9    |
| 12,5   | 60-74 ans    | 13,6   |
| 19,2   | 45-59 ans    | 19,1   |
| 21,0   | 30-44 ans    | 20,9   |
| 20,4   | 15-29 ans    | 18,5   |
| 21,9   | 0-14 ans     | 19,5   |

| Hommes | Classe d’âge | Femmes |
| ------ | ------------ | ------ |
| 0,4    | 90 ou +      | 1,1    |
| 4,5    | 75-89 ans    | 6      |
| 12,7   | 60-74 ans    | 13,6   |
| 19,2   | 45-59 ans    | 19     |
| 20,8   | 30-44 ans    | 21,1   |
| 19,6   | 15-29 ans    | 18,5   |
| 22,8   | 0-14 ans     | 20,7   |

### Enseignement
École maternelle :
- École maternelle Paul-Fort
- École maternelle Pauline-Kergormard

École élémentaire et primaire :
- École maternelle / primaire Jean-Zay
- École maternelle / primaire La Fontaine bleue
- École primaire Louis-Roussel

Collège :
- Collège Jacques-Monod

Lycée :
- Lycée polyvalent Évariste-Galois
- Lycée d'enseignement adapté EREA Françoise-Dolto

École privée
- École et collège Jeanne-d'Arc

### Santé
Beaumont est doté entre autres :
- d'un CHI : centre hospitalier intercommunal des Portes de l'Oise avec l'hôpital Jacques-Fritschi, avec maternité et centre d'urgences ;
- d'un Institut de formation en soins infirmiers, rattaché à l'hôpital ;
- d'un hôpital psychiatrique : Les Oliviers ;
- d'un centre de réadaptation psycho-social (CRPS) : Le Val d’Hissera.

## Culture locale et patrimoine

### Lieux et monuments

#### Monuments historiques
Beaumont-sur-Oise compte quatre monuments historiques sur son territoire.

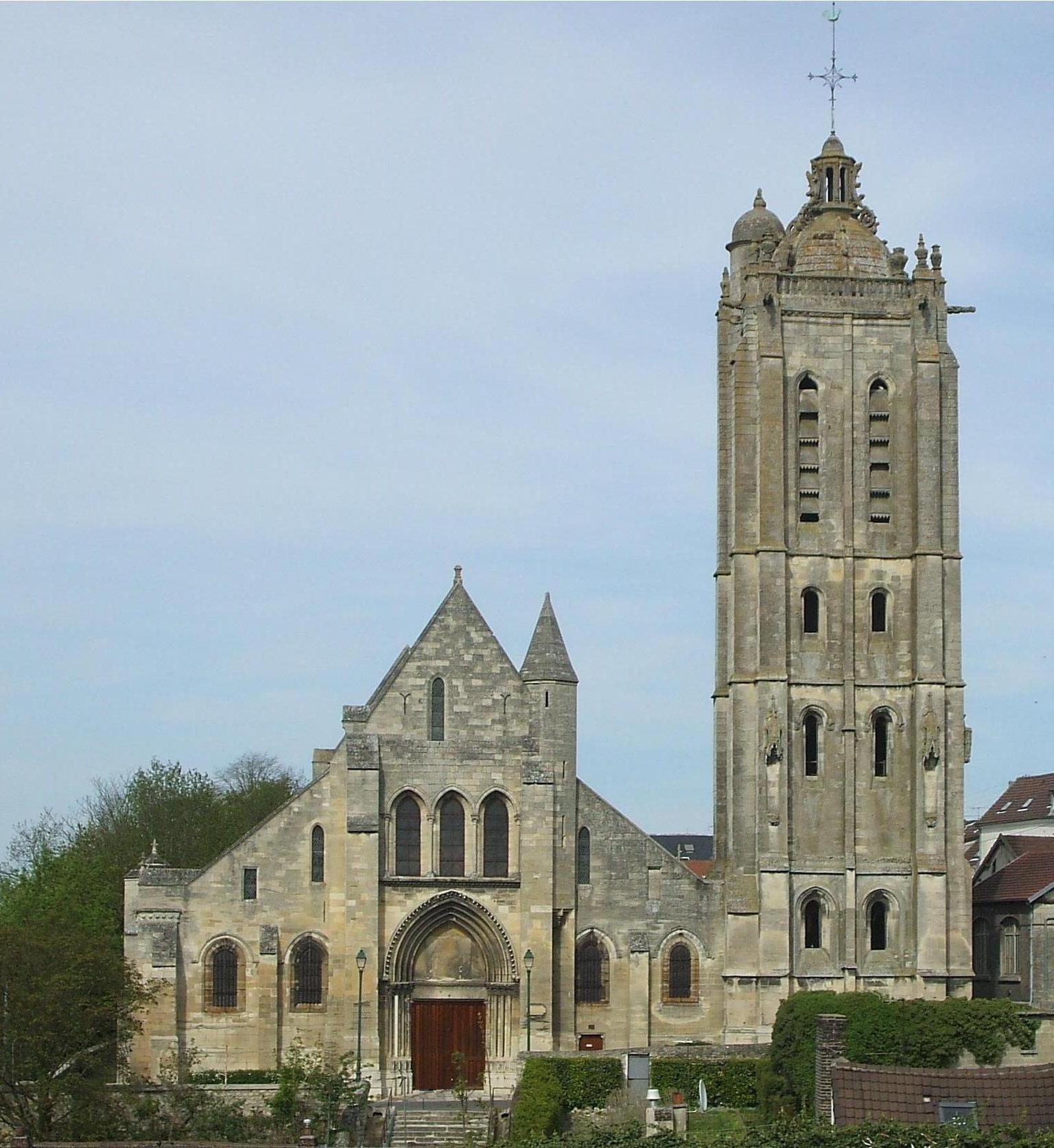
L'église Saint-Laurent.
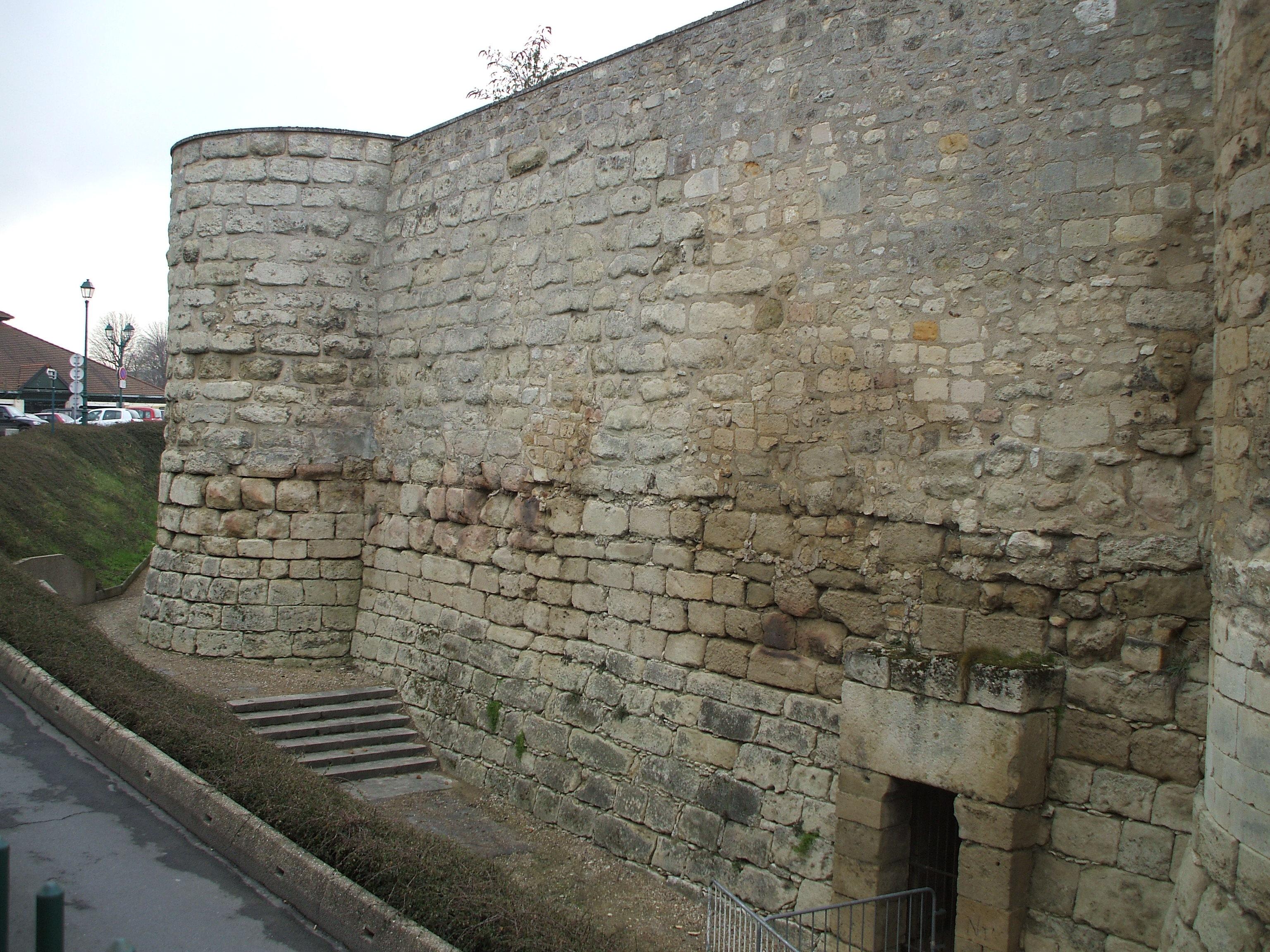
Muraille du château, impasse de l'Esplanade.
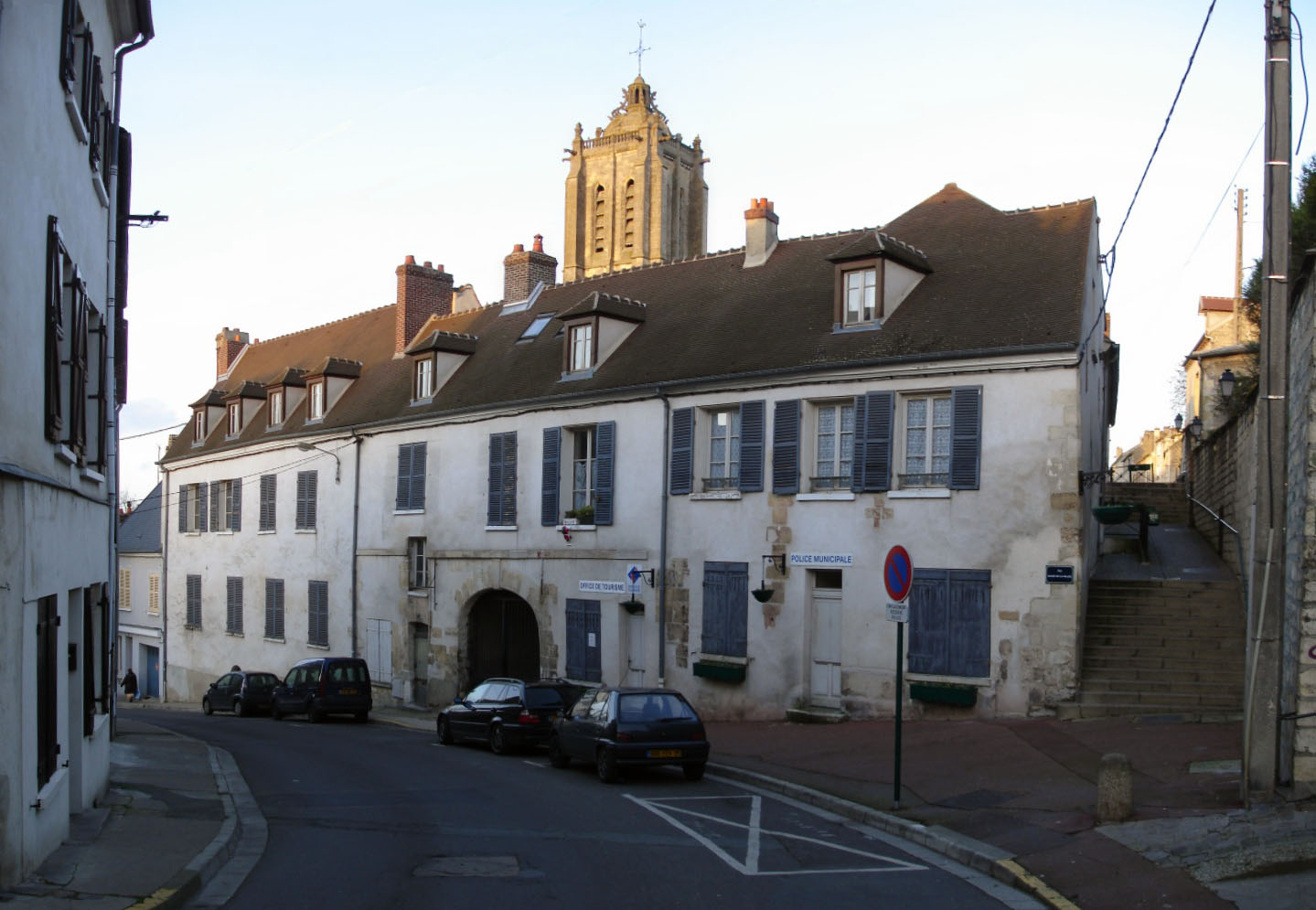
L'ancien hôtel du Croissant, rue Basse-de-la-Vallée.
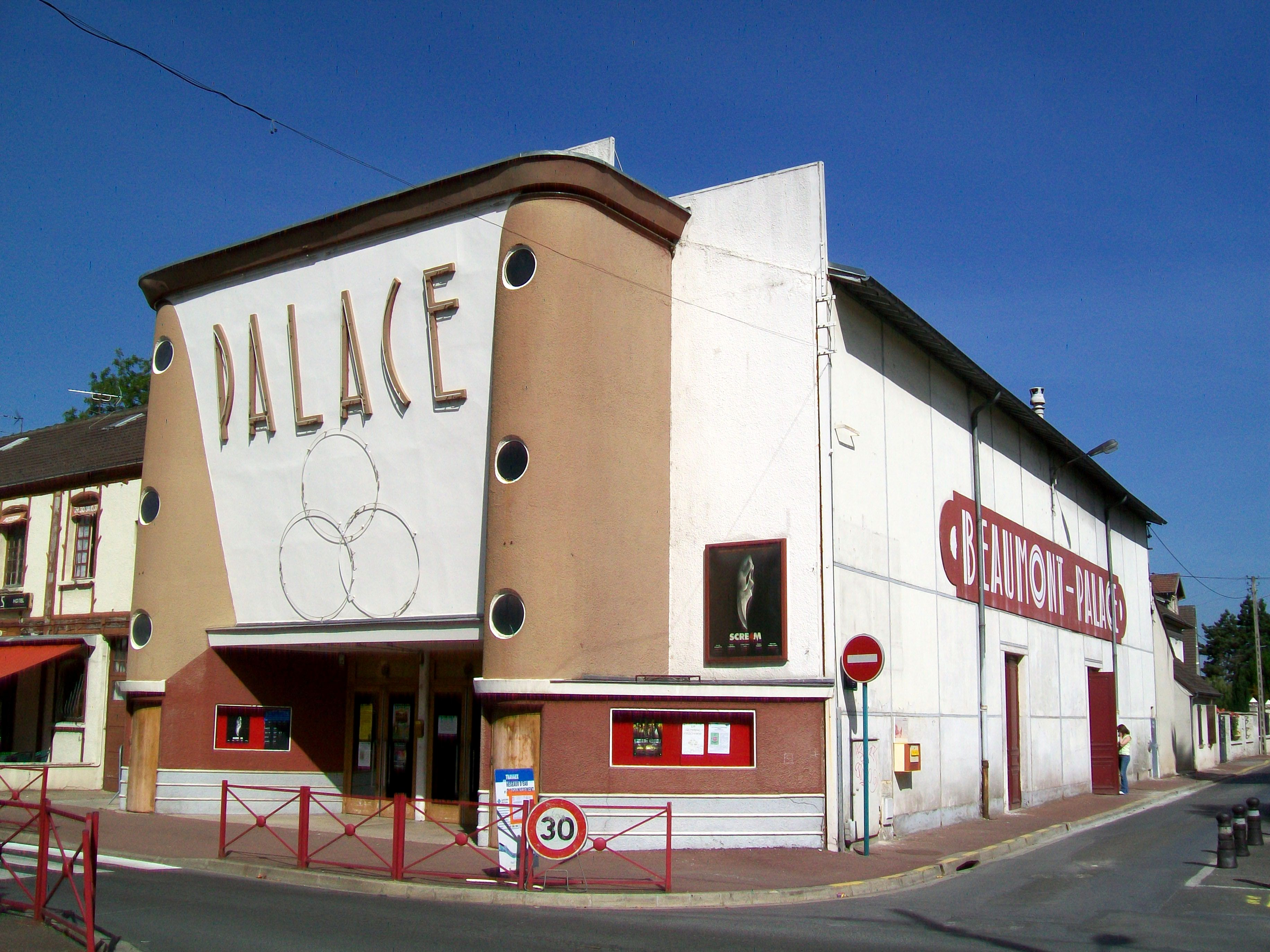
Le cinéma Beaumont-Palace, rue de Paris.

- L'église Saint-Laurent (classée monument historique par liste de 1862[55])

Elle date du XIIe siècle mais fut plusieurs fois remaniée. La base d'un petit clocher au nord date des années 1130 à 1140, le chœur à chevet plat de 1150.
Le clocher Renaissance fut érigé au sud de la façade au cours des XVe et XVIe siècles ; il est coiffé d'un dôme avec lanternon de pierre. Avec ses plus de 32 mètres de hauteur, l'église domine la vallée de l'Oise. L'édifice possède de rares bas-côtés doubles du XIIIe siècle. L'architecture de la nef s'inspire du chantier de Notre-Dame de Paris, notamment dans le choix d'une file de colonnes surmontées de chapiteaux à crochets, dans l'absence de transept et dans la conception d'un chevet sans chapelle.
On y trouve notamment un reliquaire qui contiendrait les reliques de saint Laurent.
- L'ancien château féodal de Beaumont-sur-Oise (classé monument historique en 1999[57])

C'est un des plus importants de la vallée de l'Oise. Il possède un donjon roman rectangulaire à contreforts plats de vingt-cinq mètres de hauteur et cinq mètres de largeur. Il fut probablement érigé par le comte Mathieu (1090-1151) afin de remplacer une précédente structure en bois, dont l'existence est attestée pour le Xe siècle au plus tard. La structure défensive du château fut encore renforcée au XVIIIe siècle, mais la forteresse n'était déjà plus qu'une ruine au XIXe siècle. Le château ne se visite pas de l'intérieur, mais on peut le regarder de trois côtés depuis la rue et le parking de la place du château, qui occupe par ailleurs la moitié de l'ancienne emprise du bâtiment, là où il a été le moins bien préservé.
- L'hôtel du Croissant au 2, rue Basse-de-la-Vallée (inscrit monument historique en 1984[59])

C'est un ancien relais de poste sur la route de Paris à Beauvais. Pendant les travaux de restauration de l'Hôtel du Croissant, a été remis au jour un mur médiéval qui daterait du XVe siècle, voire du XIVe siècle. C'est à cette époque que la poste aux chevaux est née. Cette découverte viendrait donc confirmer l'existence du relais sous Louis XI. Sous Louis XIII, le service des relais est mis à la disposition des voyageurs. Pour signaler que l'hôtel est ouvert la nuit, on place au-dessus du porche un croissant de métal qui sert à indiquer qu'il est ouvert jour et nuit, d'où le nom de cet édifice. Le 13 juillet 1680, le "Roi Soleil" s'y arrête pour se reposer. En 1830, L'Hôtel du Croissant devient une école qui pouvait accueillir jusqu'à quatre-vingt-dix élèves. En 1992, il devient la propriété de la ville de Beaumont. Inscrit au titre des Monuments historiques, il abrite depuis 2014 la Maison du Patrimoine de Beaumont-sur-Oise.
- Le cinéma « Le Palace », rue de Paris (inscrit monument historique en 1990[60])

Construit en 1914 en utilisant une charpente métallique de l'Exposition universelle de 1900, il ouvrit finalement ses portes en 1928, encore au temps du cinéma muet. Son succès fut tel qu'en 1936, on y ajouta un balcon pour aménager la cabine de projection au-dessus du hall d'entrée. En même temps, l'on remania totalement sa façade, qui d'ailleurs est caractéristique du style Art déco. Le chanteur et comédien Eddy Mitchell y a réalisé plusieurs des soirées de son émission La Dernière Séance qui présentait, de 1982 à 1998, des films des années cinquante et années soixante dans les conditions du cinéma de quartier d'alors. Le cinéma « Le Palace » a également servi au film La Cité de la peur pour la scène flash back en noir et blanc.

#### Autres éléments du patrimoine

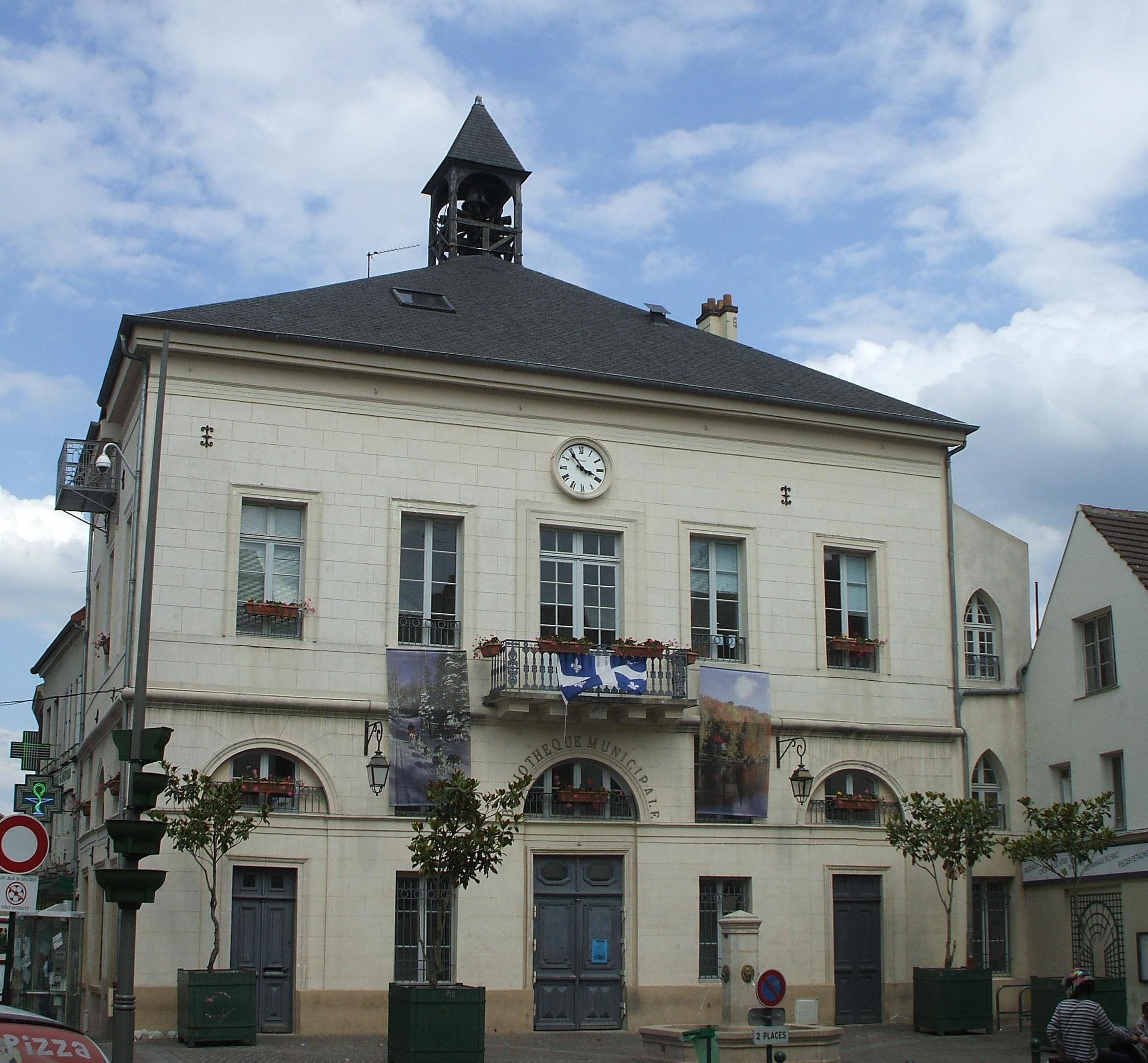
La bibliothèque, dans l'ancienne mairie, place Gabriel-Péri.
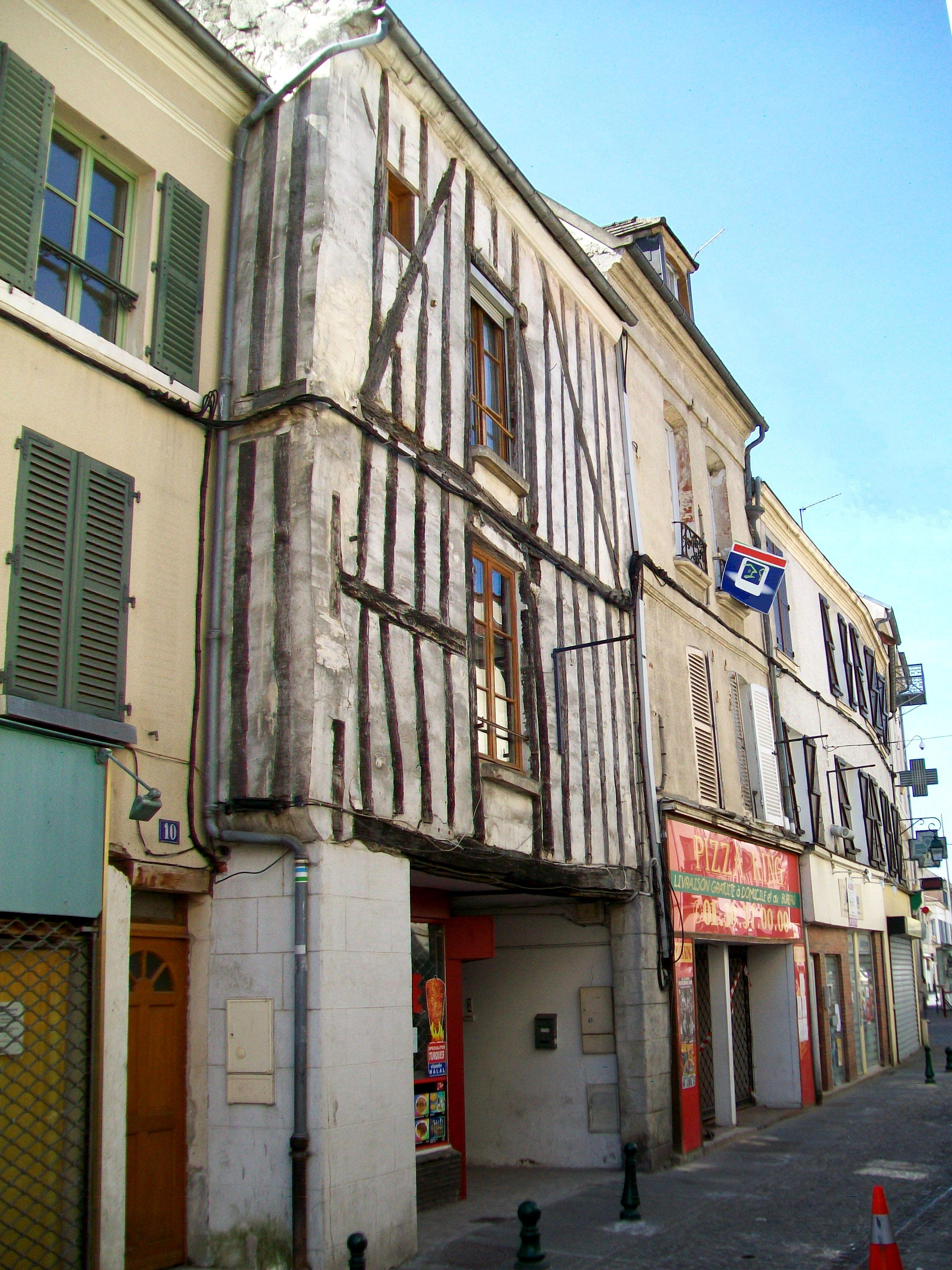
Maison à colombages, rue Albert-Ier.
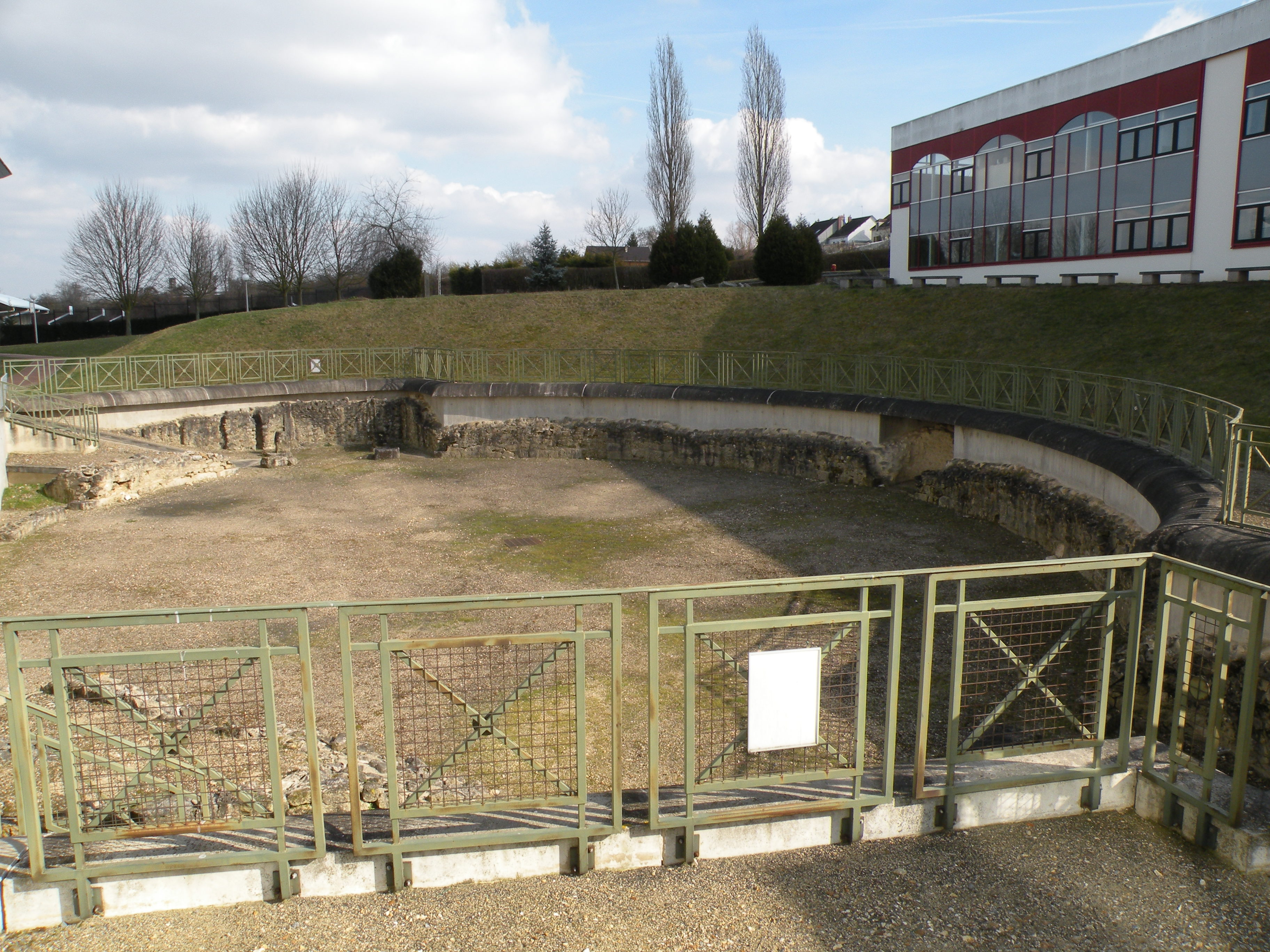
Ruines de l'amphithéâtre antique.
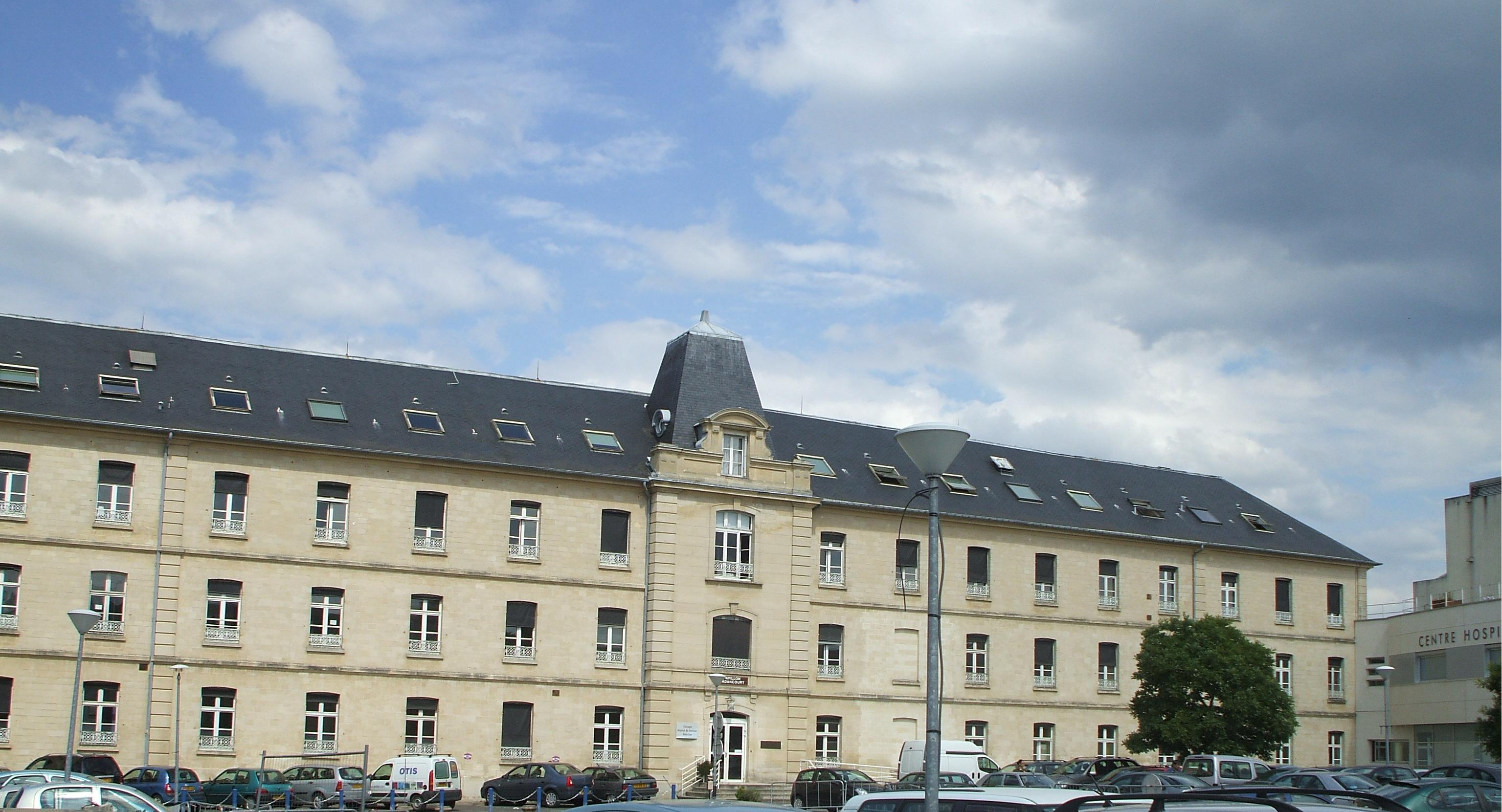
Centre hospitalier intercommunal, anciennement hôpital Saint-Paul, rue Hadancourt.
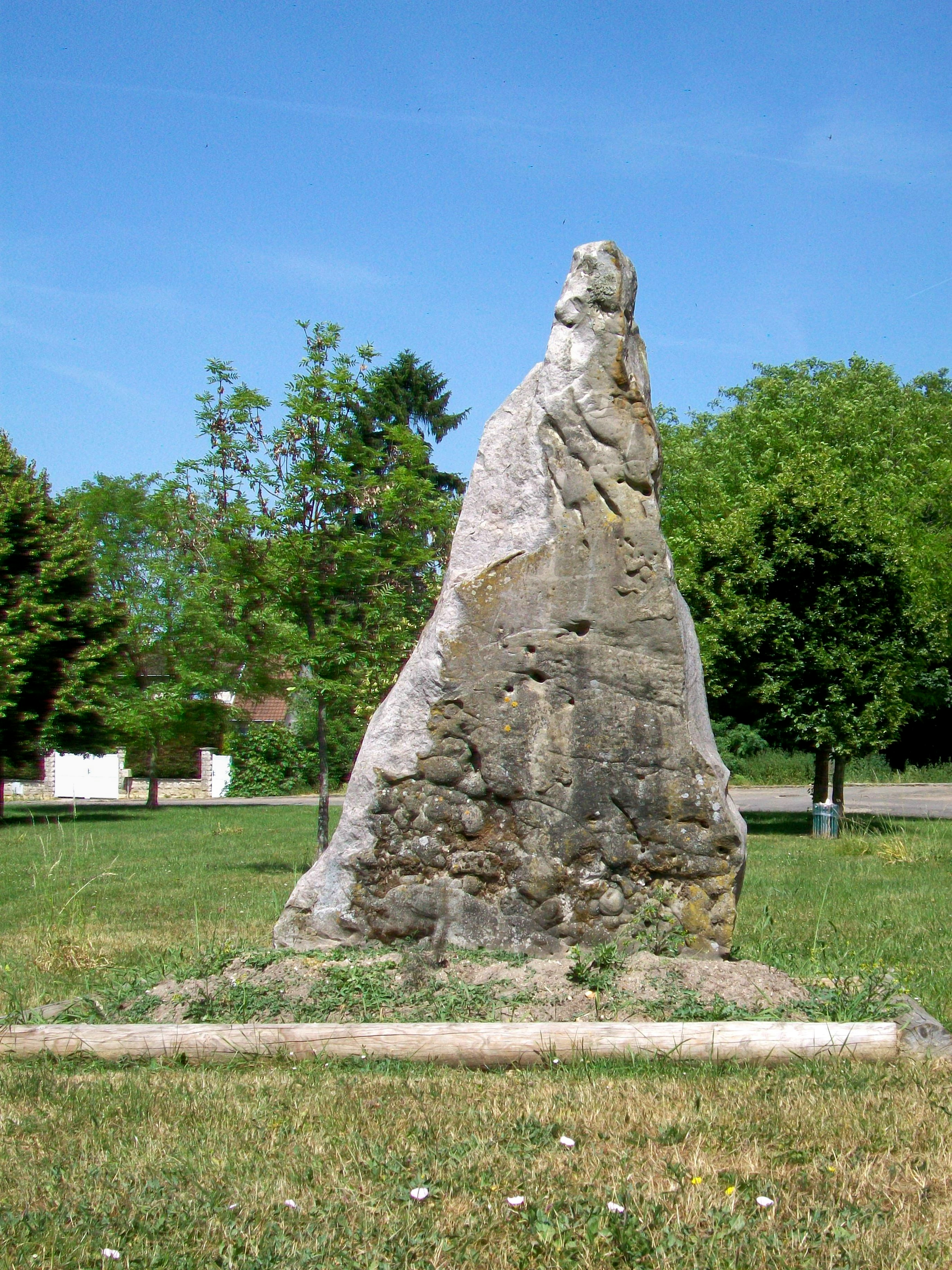
Le menhir, à la sortie de la ville vers la forêt de Carnelle, rue Roussel.
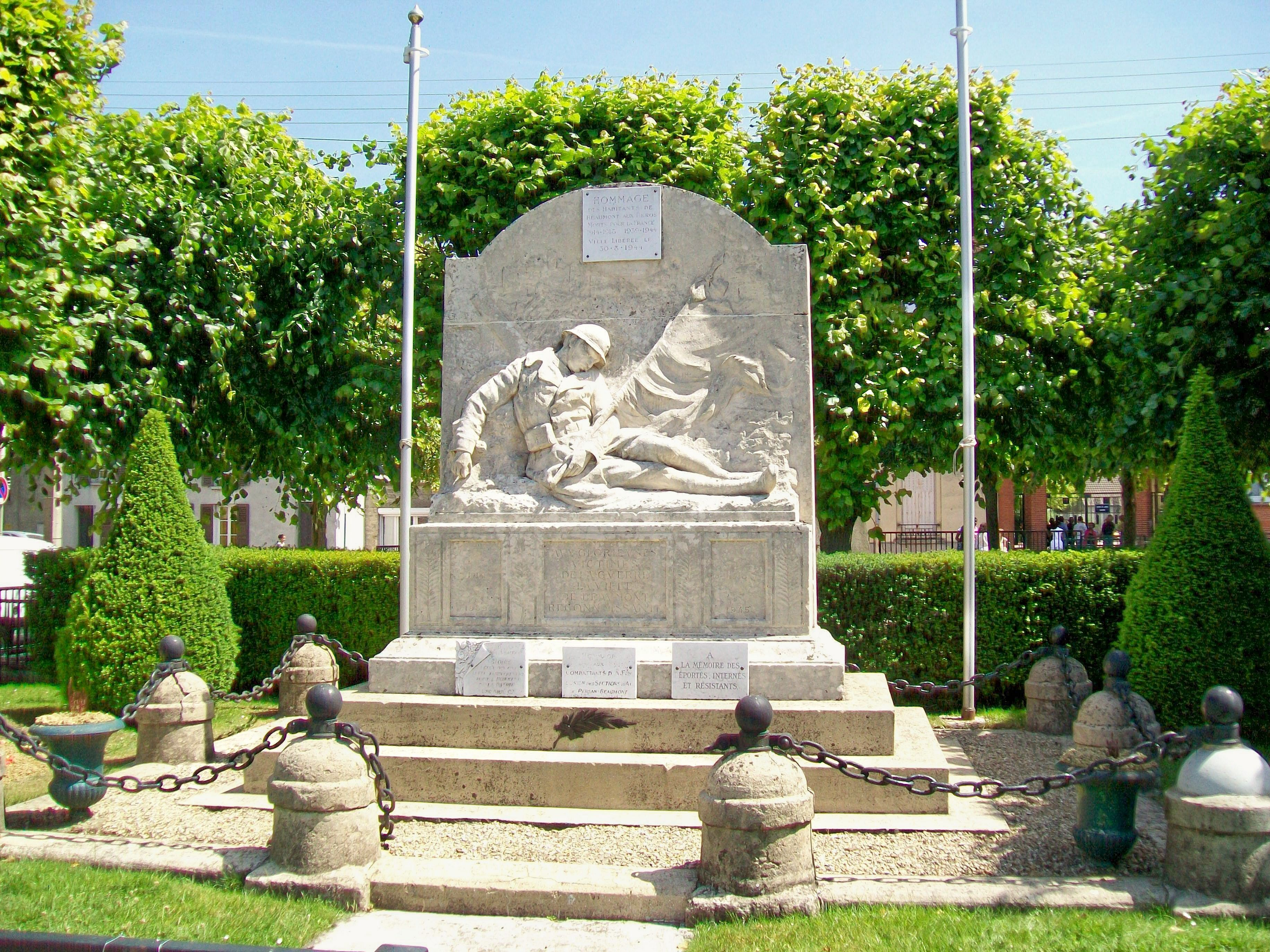
Le monument aux morts des deux guerres mondiales, place Guy-Môquet.

- L'ancienne mairie, de la première moitié du XIXe siècle, place Gabriel-Péri dans la « vieille ville »

C'est un édifice assez sobre de style classique, avec un étage aux hauts plafonds, et un entresol. Le petit clocher au sommet du toit, l'horloge et le balcon au milieu de l'étage permettent encore d'identifier aisément l'ancien usage de ce bâtiment emblématique. La mairie a déménagé dans ses locaux actuels du « Castel Fleuri » en 1947, et l'ancien hôtel de ville sert aujourd'hui de bibliothèque municipale.
- Une maison ancienne (8, rue Albert-Ier) présente son appareillage de pans de bois ; elle daterait du XVIe siècle[62].
- Les vestiges de l'amphithéâtre gallo-romain sur le site du lycée Évariste-Galois.

C'est tout d'abord un théâtre qui a été construit au Ier siècle. Un siècle plus tard, l'édifice est transformé en amphithéâtre, pour pouvoir y donner des combats d'animaux et peut-être de gladiateurs. Il subsiste des vestiges des murs, des carceres (salles de services de part et d'autre de l'arène et fermées par des grilles mobiles), d'un petit sacellum (chapelle).
L'amphithéâtre est abandonné à la fin du IIIe siècle. C'est l'un des plus petits connus en Gaule : l'arène mesure 23,6 m de grand axe, pour un mur de façade long de 50 m. Il pouvait ainsi accueillir environ 1 500 spectateurs (celui de Genainville pouvait en contenir environ 4 000).
- La façade de l'hôpital Saint-Paul de 1897, rue Hadancourt / rue Edmond-Turcq est dessinée par l'architecte Prevost. L'hôpital a été agrandi en 1930/31[63], puis modernisé successivement pour devenir l'actuel « Centre hospitalier intercommunal des Portes de l'Oise ».
- Le monument aux morts et victimes des deux guerres mondiales, place Guy-Môquet

Il a été édifié après la Première Guerre mondiale, en 1920, puis adapté à la suite de la Deuxième Guerre mondiale. Le monument est d'une qualité artistique rare pour ce type de monuments ; il consiste en une large stèle avec un bas-relief montrant un soldat mort, un drapeau français dans une main. L'accent est mis sur le sacrifice humain et non sur le soldat triomphant, contrairement à l'usage habituel de l'époque. Au-dessous, l'on peut lire l'inscription suivante : « Aux glorieuses victimes de la guerre. La ville de Beaumont reconnaissante ». Au sommet de la stèle, une plaque en marbre porte l'inscription « Hommage des habitants de Beaumont aux héros morts pour la France 1914-1918 - 1939-1944. Ville libérée le 30.8.1944 ». Sur le cimetière, un deuxième monument a été érigé plus particulièrement pour les victimes des deux guerres reposant sur place.
- Un menhir d'environ trois mètres de haut, rue Alphonse-et-Louis-Roussel (D 85), à la sortie de la ville en direction de la forêt de Carnelle.
- Le lac de Beaumont-sur-Oise, dit « lac des Ciments »

C'est la propriété du cimentier Calcia. D'une surface de treize hectares et d'une profondeur de trente mètres (unique en Île-de-France), le lac correspond à la mise au jour de la nappe phréatique dans une carrière de craie. Son creusement a été réalisé au début du XXe siècle pour alimenter une cimenterie.
L'eau est apparue dans les années 1930 et en 1950 le lac occupait la moitié du site pour finir dans les années 1960 par prendre ses dimensions actuelles. L’exploitation a pris fin en 1968.
Depuis, le site est redevenu naturel et héberge une importante biodiversité. La mairie a souhaité combler le lac et aménager le site. Depuis 2014, le site  appartient et est géré par la fédération nationale de plongée, qui a nettoyé le site avec l'aide de bénévoles.

### Personnalités liées à la commune
- André Berthier (1907-2000), archéologue enterré au cimetière de la commune.
- Pénélope Bonna (1988), née à Beaumont-sur-Oise, judokate championne d'Europe 2011.
- Mohamed-Amine Bouchenna (2006), né à Beaumont-sur-Oise, footballeur français.
- Lucien Chantrelle (1890-1985), né a Beaumont-sur-Oise, peintre.
- Mouhamadou Fall (1992), né à Beaumont-sur-Oise, athlète français, champion de France du 100 m et du 200 m.
- Jules de Lesseps (1809-1887), enterré au cimetière de Beaumont-sur-Oise.
- Pierre-Jean Herbinger (1899-1972), né à Beaumont-sur-Oise, officier de renseignement de la France libre pendant la Seconde Guerre mondiale, fondateur et chef du réseau Mithridate, Compagnon de la Libération[68].
- Presnel Kimpembe (1995), né à Beaumont-sur-Oise, footballeur français évoluant au Paris-Saint-Germain.
- Louise Losserand (1904-1991), résistante communiste durant la Seconde Guerre mondiale, survivante des camps d'Auschwitz, Mauthausen et Ravensbrück, est décédée à Beaumont-sur-Oise le 17 mars 1991.
- Morsay (1980), né à Beaumont-sur-Oise, rappeur et vidéaste franco-algérien.
- Timothée Pembélé (2002), né à Beaumont-sur-Oise, footballeur français évoluant au Paris-Saint-Germain.
- Pierre Pucheu (1899-1944), né à Beaumont-sur-Oise, secrétaire d'État puis ministre de l'Intérieur du gouvernement de Vichy.
- Louis Roussel (1876-1952), maire de la commune et fondateur de la Fédération général de l'enseignement, enterré au cimetière de la commune.
- Assa Traoré (1985), porte-parole de la famille d'Adama Traoré.
- Jean Joseph François Rolland de Villargues (ru) (1787-1856), jurisconsulte et magistrat, est né à Beaumont[69]

### Héraldique
| Blason de Beaumont-sur-Oise | Blason  | Parti : de gueules à la tour crénelée de trois pièces d'argent ouverte, ajourée et maçonnée de sable, sommée d'une tourelle aussi d'argent essorée d'or, la tour accostée de deux tourelles d'argent ajourées et maçonnées de sable, girouettées d'or et reliées à la tour par un entremur crénelé d'argent, le tout posé sur une terrasse d'or. |
| Blason de Beaumont-sur-Oise | Détails | Le statut officiel du blason reste à déterminer. |